# Paul Hennemann
Paul Hennemann (* 29. Mai 1921) ein ehemaliger deutscher Fußballspieler, der 1949/50 für die Betriebssportgemeinschaft (BSG) „Franz Mehring“ in Marga in der Fußball-Liga des Deutschen Sportausschusses (DS-Liga) spielte. 

## Sportliche Laufbahn
Die Fußballmannschaft der 1946 als SG Grube Marga gegründete BSG „Franz Mehring“ spielte 1949 um die Brandenburger Fußballmeisterschaft. Im entscheidenden Finalspiel unterlag die BSG aus dem Senftenberger Ortsteil Marga der SG Babelsberg mit 1:2. In der unterlegenen Mannschaft spielte als halbrechter Stürmer der 27-jährige Paul Hennemann. Er gehörte auch zum Kader der BSG „Franz Mehring“, die sich als Brandenburger Vizemeister für die in der Saison 1949/50 erstmals als höchste Spielklasse in der Ostzone ausgetragenen DS-Liga qualifiziert hatte. Hennemann bestritt alle 26 Ligaspiele als Mittelfeldspieler und war mit sieben Toren erfolgreich. Damit hatte er entscheidenden Anteil daran, dass die Senftenberger Vorstadtmannschaft als eine der kleinsten Betriebssportgemeinschaften die Saison auf dem 6. Platz beendete. In der folgenden Saison stand Paul Hennemann nicht mehr im Aufgebot und tauchte auch anderwärts nicht mehr im Spitzenfußball auf. 